# 酹粉

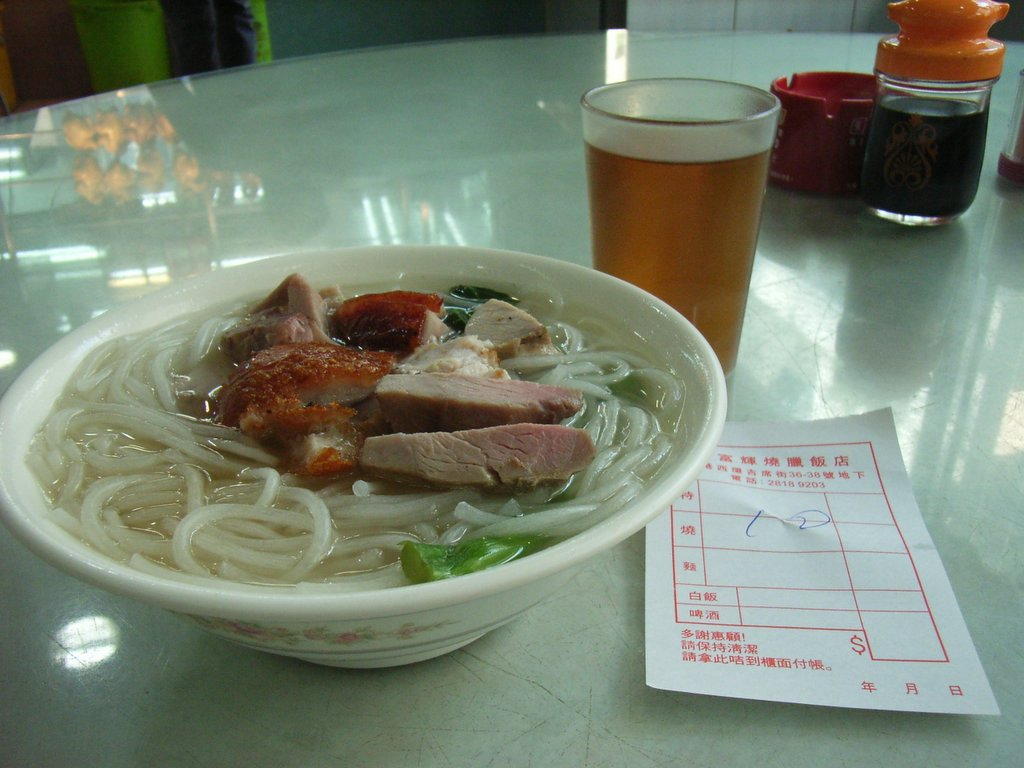
香港燒臘店的燒肉瀨粉

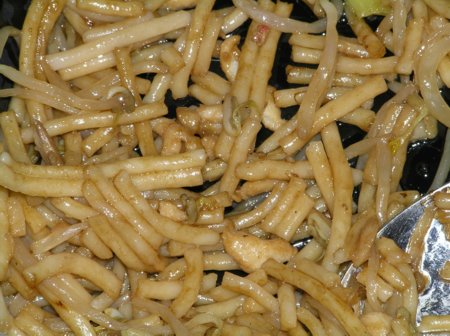
炒瀨粉

酹粉，亦叫瀨粉（「酹」字粵語文讀為「劣」，白讀為laai6，音「瀨」）始於1850年代，原創地是广东省中山市。為珠江三角洲常見的食品。過去以冷飯曬乾後，磨粉特製而成。現以粘米為主要原料，加水拌和成稠度適中的粉漿，蒸成細長而有韌性的圓條狀透明粉條。濑粉分为爽滑、汤清鲜的三乡濑粉和软糯、汤浑厚的荔湾濑粉两种。